# Mount Hahl
Der Mount Hahl ist ein Berg im Süden der Provinz Morobe von Papua-Neuguinea. Er liegt unmittelbar innerhalb einer grob von Nordwest nach Südost verlaufenden Bergkette im Inland der Provinz und hat eine Höhe von 2454 Metern.
Die Gegend um den Mount Hahl ist überwiegend bewaldet und fällt im Nordosten zum Meer hin ab.
Der Berg ist nach Albert Hahl, dem Gouverneur von Deutsch-Neuguinea während der deutschen Kolonialzeit, benannt.